# SIP Express Router
SIP Express Router (SER) ist ein freier SIP-Server (implementiert den Standard RFC3261). Der als freie Software unter den Bedingungen der GNU General Public License (GPL) lizenziert ist.
SIP Express Router ist eine reine IP-Telephonie-Lösung, die insbesondere bei den größeren Dienstanbietern zum Einsatz kommt. SER übernimmt den Auf- und Abbau von Telefongesprächen über das Internet und stellt darüber hinaus viele weitere Dienste für die Internettelefonie zur Verfügung. SER ist schnell und kostengünstig einsetzbar und wird eine hohe Leistung und Skalierbarkeit nachgesagt.
SER ist im Gegensatz zu Asterisk für größere VoIP-Installationen vorgesehen. Beide arbeiten auch sehr effektiv zusammen, indem man SER als Vermittlungsstelle einsetzt und die Sprachdaten über Asterisk routet. Durch diese Lösung lassen sich die Vorteile von SER (viele stabile Verbindungen) und Asterisk (mehrere zur Verfügung stehende Protokolle) gleichzeitig nutzen.

## Geschichte
SER wurde 2001 vom Fraunhofer-Institut für Offene Kommunikationssysteme (FOKUS) entwickelt und später von der neu gegründeten Firma iptel.org weiterentwickelt. Einige der SER-Entwickler starteten mit dem freien Software-Projekt OpenSER eine Abspaltung.
Im November 2008 kündigten die SER-Entwickler an, in Zukunft zusammen mit dem Kamailio-Projekt (dem ehemaligen OpenSER) gemeinsam an der Weiterentwicklung des Servers zu arbeiten. Der Code wurde im Rahmen des dafür gegründeten SIP Router Project zusammengeführt. Das am 11. Januar 2010 erschienene Kamailio 3.0 basiert auf diesem neuen zusammengeführten Quellcode.